# Les Loges-Margueron
Les Loges-Margueron är en kommun i departementet Aube i regionen Grand Est (tidigare regionen Champagne-Ardenne) i nordöstra Frankrike. Kommunen ligger  i kantonen Chaource som ligger i arrondissementet Troyes. År 2022 hade Les Loges-Margueron 214 invånare.

## Befolkningsutveckling
Antalet invånare i kommunen Les Loges-Margueron
Referens: INSEE